# Trieste (L 9890)
Nave Trieste, distintivo ottico L 9890, è una unità d'assalto anfibio multiruolo (LHD) della Marina Militare italiana.
È la più grande unità mai costruita per la Marina Militare dalla cantieristica nazionale dal Secondo dopoguerra. Questa nave è stata concepita, fin dalla fase preliminare del progetto, per essere uno strumento flessibile facilmente adattabile a molteplici ruoli, a basso impatto ambientale e in grado di assicurare una prolungata persistenza in area di operazioni con elevata autonomia logistica. Oltre a essere un'unità tuttoponte d'assalto anfibio, essa è anche l'ammiraglia del gruppo anfibio italiano, dotata di apicali capacità C4-EW (comando, controllo, comunicazioni, calcolo e guerra elettronica) ed è in grado di operare con velivoli STOVL (a decollo corto e atterraggio verticale).
Consegnata il 7 dicembre 2024, è in fase di prova, superata la quale avverrà la consegna della bandiera da combattimento. La base di assegnazione dell'unità è Taranto.

## Realizzazione

### Progettazione e costruzione
Ordinata a seguito del programma navale 2014-2015, la nave è stata costruita dalla Fincantieri nel cantiere navale di Castellammare di Stabia con allestimento finale nel cantiere navale del Muggiano. Consegnato in data 7 dicembre 2024, essa è l'unità più grande della flotta e la più grande nave da guerra mai costruita in Italia dal secondo dopoguerra.
Facente parte delle unità previste con la legge navale 2014-2015 , la nuova nave anfibia multiruolo/multifunzione ha un dislocamento a pieno carico di circa 38 000 tonnellate e una lunghezza fuori tutto di circa 245 metri, detenendo così il titolo di unità più grande della flotta. Il progetto innovativo si rifà allo stile adottato anche dalle portaerei britanniche classe Queen Elizabeth. Infatti, a differenza di Garibaldi e Cavour, nave Trieste presenta due isole distinte e autonome, la prima (quella a proravia) per la navigazione, la seconda (a poppavia) per la gestione e il controllo delle operazioni di volo. Questo assetto ha una triplice funzione, garantendo infatti un maggior raggio visivo, più spazio sul ponte di volo e anche una gestione più fluida ed efficiente delle varie attività.
Il ponte di volo ha una lunghezza di 230 metri e una larghezza di 36 metri, con un totale di nove punti per mezzi aerei. È dotato di due elevatori per aeromobili (15 m x 15 m) con una portata massima di 42 tonnellate.
Come tutte le LHD, la Trieste è dotata di un bacino di sbarco allagabile (55 m x 15 m) posto a poppavia dell'autorimessa (700 m² con 253 metri lineari per parcheggio mezzi), che consente di utilizzare mezzi anfibi tipo LCM (Landing Craft Mechanized), gommoni a scafo rigido (RHIB), aeroscafi LCAC (noti comunemente come hovercraft), L-CAC e i più innovativi mezzi da sbarco anfibio rapido (L-CAT) in dotazione alle marine alleate. 
Nei ponti superiori si trova un'aviorimessa di 2 300 m² (e 530 metri lineari di corsia per parcheggio mezzi) con paratie rimovibili come nella Cavour (in modo da poter raggiungere i 2 600 m²).
Nave Trieste è la terza unità della Marina Militare, dopo Giuseppe Garibaldi e Cavour, ad avere un trampolino a proravia, il cosiddetto ski-jump, che permette il lancio degli aerei STOVL con maggior carico utile (carburante e/o armamento) o con minor corsa al decollo.
Ufficialmente la programmazione della Marina Militare prevede di avere gli aerei imbarcati su un'unica unità, la Cavour, e di impiegare in tale ruolo la Trieste solo come "Alternative Carrier", qualora nave Cavour fosse impossibilitata, ad esempio durante i lavori di manutenzione maggiori (lavori che periodicamente tengono ferma ogni unità complessa per molti mesi, anche più di un anno).
Il gruppo motore ha due assi con eliche pentapala a passo variabile e due timoni compensati a spada, due pinne stabilizzatrici retrattili, due eliche di manovra prodiere e un'elica di manovra poppiera intubate, che garantiscono una maggiore manovrabilità in spazi ristretti rispetto alla sola accoppiata timoni/eliche.
Il taglio della prima lamiera è avvenuto il 12 luglio 2017 nello stabilimento Fincantieri di Castellammare di Stabia, mentre, poco più di sette mesi dopo, il 20 febbraio 2018, ha avuto luogo l'impostazione della chiglia sullo scalo del cantiere navale stabiese, dando il via alla costruzione della nave.
La nave è stata varata, e contemporaneamente battezzata il 25 maggio 2019, alla presenza del Presidente della Repubblica Sergio Mattarella, cerimonia cui ha fatto da madrina la figlia. Trasferita alla Spezia per il completamento degli allestimenti, la fase di costruzione ha coinvolto più di 300 operatori, mentre la fase installativa e di completamento dovrebbero impegnare 800 persone.
Il 12 agosto 2021 è avvenuta la prima prova in mare, al largo della Spezia. Tre i cantieri di Fincantieri coinvolti: lo scafo è stato realizzato a Castellamare di Stabia, l'allestimento invece è opera di quello di Muggiano e infine a Palermo sono toccate le operazioni di carena.

### Costi
Il costo complessivo del contratto per la fornitura dell'unità navale e del relativo supporto logistico decennale ammonta a 1 171 295 487 €.
L'onere previsionale complessivo del programma pluriennale di A/R n. SMD 2/2024, denominato «Site Activation dell'unità navale LHD Trieste per l'adeguamento agli standard JSF per la conduzione di operazioni imbarcate con velivoli F-35B», approvato dalle commissioni Difesa e Bilancio di Camera e Senato nel settembre 2024 ammonta a circa 172 milioni di euro. La prima fase del programma d'armi è finanziata con 50 milioni di euro.

## Entrata in servizio
La consegna alla Marina Militare è avvenuta il 7 dicembre 2024 e, dopo il necessario periodo di addestramento dell'equipaggio (che normalmente richiede all'incirca un semestre), nave Trieste diverrà l'ammiraglia dell'Amphibious Task Group (ATG) che insieme al Carrier Strike Group (CGS avente per ammiraglia la C550 Cavour) compone l'Expeditionary Task Force (ETF), la parte operativa della squadra navale italiana.
L'unità prende il posto dell'incrociatore portaeromobili Giuseppe Garibaldi (C 551) ritirato dal servizio due mesi prima (in riserva dal 1º ottobre 2024).

## Caratteristiche

### Motto
Il suo motto latino è Fulge super mare ("Risplendi sul mare").

### Armamento
L'unità presenta sistemi d'arma di ultima generazione.
Per quanto riguarda il comparto d'artiglieria, sono presenti:
- 3 cannoni multiruolo Otobreda 76/62 (due a prua e uno a poppa) del tipo Super Rapido MF Davide, con munizionamento guidato e predisposizione per il nuovo munizionamento Vulcano;
- 3 torrette mitragliere a controllo remoto OTO Melara 25/80 equipaggiate con un cannone Oerlikon KBA da 25 mm (25x137 mm);
- 2 lanciarazzi OTO Melara ODLS-20 per il lancio di ingannatori (esche elettroniche) subacquei e aerei.

Il comparto missilistico comprende invece:
- predisposizione per 4 lanciatori verticali (VLS Sylver ) da 8 celle (due a prua e due a poppa) per una capacità totale di 32 missili Aster 15/30 o 128 missili CAMM-ER[23].

Anche la sezione sensoristica potrà vantare tecnologie molto avanzate:
- PAR SPN-720, radar di approccio di precisione, sistema volumetrico 3D capace di inseguire 300 tracce e 12 bersagli contemporaneamente, portata superiore ai 200 km;
- Radar Kronos Power Shield (AESA in banda L), un sistema di sorveglianza multifunzione, con una portata di 1 500-2 000 km;
- IFF SIR-M-PA, radar secondario per l'identificazione di navi e aeromobili;
- Radar Kronos bibanda (DBR AESA 4FF): banda C (Kronos Quad - Fitted For) e banda X (Kronos StarFire);
- TACAN AN-553/N, per avvicinamenti di precisione e invio di informazioni agli aerei in volo;
- Sistema EWS "Zeus", sviluppato da Elettronica SpA, dotato di un sottosistema di attacco elettronico basato su moduli GaN TRX a stato solido. La componente elettronica di scoperta (EW) è integrata con un RESM (Intercettatore di emissioni radar), RECM (Ingannatori radar) e CESM (Intercettatore di comunicazioni radio) efficaci sia in alto mare sia in acque costiere, con una sorveglianza marittima e valutazione della situazione avanzate tramite ELINT e COMINT, e un algoritmo SEI;
- Sistema automatico per la direzione delle operazioni di combattimento SADOC 4.

### Capacità aerea
L'unità presenta un ponte di volo di 230 × 36 m,  coprendo così un'area di circa 7 400 m², con nove punti di decollo per elicotteri pesanti EH101 o NH90, o per caccia F-35B. È anche dotato di trampolino di lancio inclinato (ski-jump) per facilitare il decollo degli aerei STOVL.
Inoltre, il ponte può ospitare, in condizioni di piena operatività, circa 14-20 aeromobili in diverse configurazioni (presumibilmente anche 4-6 F-35B a poppa e 8-10 elicotteri a prua). L'aviorimessa di 2 600 m² (rispetto ai 2 500 m² della Cavour) è dimensionata per l'ingresso di massimo 14 aeromobili, anch'essi in diverse configurazioni. Sono infine presenti a poppa due elevatori 15 × 15 m per un carico massimo di 42 tonnellate.
Tutte le operazioni di volo sul ponte sono controllate dall'isola di poppa.

### Capacità anfibie
Le capacità anfibie della nave sono molto avanzate, essendo queste la principale arma dell'unità.
Il secondo ponte, sotto l'hangar, con un'area di 2 300 m², presenta infatti un bacino allagabile di 55 m x 15 m = 825 m², dimensionato per l'ingresso di 4 LCM, denominati LC23 (Landing Craft 23m), o 1 LCAC / L-CAT (Landing Catamaran).
Ogni LCM sarà in grado di trasportare:
- 1 Ariete (carro armato),
- 5 LMV/VTLM Lince (autoblindo multiruolo), oppure 1 B1 Centauro (autoblindo cacciacarri),
- 1 VBM Freccia (autoblindo trasporto truppe) o 300 soldati.

Sarà la sede sul mare del 1º Reggimento "San Marco" di fanteria di marina.

### Area ospedaliera
La nave è dotata anche di un ospedale completamente attrezzato  con sale operatorie, laboratori di radiologia e analisi, ambulatorio odontoiatrico e zona degenza per 28 ricoverati gravi, per un totale di 700 m²; mentre ulteriori posti letto possono essere sistemati in moduli contenitorizzati, all'uopo predisposti.

## Comandanti
| Comandante           | Comandante in seconda  | Periodo                 |
| -------------------- | ---------------------- | ----------------------- |
| C.V. Francesco Marzi | C.F. Gianluca Montella | Dicembre 2024-in carica |